# Малышев, Михаил Юрьевич
Михаи́л Ю́рьевич Ма́лышев (род. 31 октября 1965, Пермь, Пермская область, РСФСР, СССР) — российский серийный убийца , насильник и каннибал, совершивший не менее 2 убийств в период с 1997 по 1998 год на территории города Пермь. Следствием Малышев подозревался в совершении восьми убийств. Несмотря на тяжесть совершённых им деяний, Малышев избежал пожизненного лишения свободы и в 2000 году был приговорён к 25 годам лишения свободы. Своих жертв Михаил Малышев после убийств расчленял, а части тела употреблял в пищу, благодаря чему СМИ и правоохранительные органы дали ему прозвища «Пермский каннибал» и «Пермский людоед».

## Биография

### Жизнь до убийств
Михаил Малышев родился 31 октября 1965 года в Перми. Детство Малышев провёл в социально благополучной обстановке. Оба родителя Михаила вели законопослушный образ жизни, не имели проблем с законом и вредных привычек, отрицательно влияющих на быт, здоровье сына и благосостояние семьи в целом. По одной из версий, мать Малышева работала учителем в школе, согласно другой — являлась ведущим инженером на одной из ТЭЦ. В детстве Михаил посещал занятия по классу скрипки в музыкальной школе, которую был вынужден бросить из-за травмы руки. В конце 1970-х родители Михаила развелись, после чего его мать вышла замуж во второй раз и в 1983 году родила дочь. Развод родителей сильно повлиял на психоэмоциональное состояние Малышева. В подростковые годы Малышев имел склонность к полноте, у него были проблемы с лишним весом, благодаря чему он не пользовался популярностью в школе и подвергался нападкам других учеников. Испытывая стресс и приступы гнева, Михаил из хулиганских побуждений с применением садистских методов начал убивать местных кошек и собак. В 1980 году Малышев был задержан сотрудниками милиции по обвинению в жестоком обращении с животными, после чего был поставлен на учёт в детской комнате милиции. С целью научиться самообороне в начале 1980-х он начал заниматься спортом и посещать одну из секций бокса. Для эффективного набора мышечной массы Малышев принял решение усиленно питаться, но из-за дефицита мясной продукции он решил употреблять мясо собак в пищу. В старших классах из-за хронической неуспеваемости и прогулов он сменил три школы. После окончания 8 классов в 1980 году Малышев поступил в одно из Пермских ПТУ, которое окончил в 1984 году, после чего был призван  в Советскую армию.
Отслужив в армии, он вернулся домой к матери, после чего начал демонстрировать агрессивное поведение по отношению к окружающим и признаки психического расстройства. Он вступил в конфликт со своей матерью и отчимом, которые обвиняли Михаила в антисоциальности и ограничили ему впоследствии возможность времяпровождения с младшей сестрой, опасаясь угрозы её жизни. В 1986 году мать Михаила разменяла многокомнатную квартиру на две квартиры. Одну из однокомнатных квартир, которая находилась в пятиэтажном доме на улице Маршала Рыбалко в районе Перми под названием Закамск, мать Малышева подарила ему, где он прожил все последующие годы и где были совершены все убийства. Начиная с 1986 года, Михаил Малышев работал на предприятии АО «Сорбент» в особо вредных и тяжёлых условиях труда. В разные годы он работал сварщиком и столяром. Малышев вёл уединённый образ жизни, не был женат, увлекался чтением и занятиями тяжёлой атлетикой, но несмотря на это, имел в округе репутацию антисоциальной личности за убийства бродячих собак.
В середине 1990-х он уволился с предприятия из-за многомесячных задержек зарплат. Испытывая материальные трудности, Малышев начал зарабатывать на жизнь изготовлением и продажей самогона, а также продажей шкур убитых им собак, из которых впоследствии изготовлялись шапки. В 1995 году он познакомился с 18-летним парнем, выпускником детского дома по имени Николай, который страдал умственной отсталостью. Малышев поселил парня у себя в квартире и впоследствии подвергал издевательствам и сексуальному насилию. В качестве оплаты жилья сожитель Малышева приводил в его квартиру бездомных бродячих собак, которых они убивали и употребляли в пищу. Будучи безработным, в этот период Малышев стал сильно злоупотреблять алкогольными напитками.
В середине 1996 года на территории одной из больниц Михаил познакомился с санитаркой по имени Инна Боровик, с которой у него вскоре начались романтические отношения. Малышев познакомил девушку со своей матерью и познакомился с её отцом, который страдал алкогольной зависимостью. Спустя несколько месяцев после знакомства, Боровик переехала жить в квартиру Малышева, после чего он запер девушку в своей квартире и начал подвергать её и Николая истязаниям, пыткам и изнасилованиям, периодически принуждая их заниматься сексом друг с другом. В этот период психическое состояние Михаила Малышева резко ухудшалось. Он начал страдать паранойей, вследствие чего установил в квартире входную металлическую дверь, на которой оборудовал несколько замков и глазков для наблюдения за лестничной клеткой этажа. С внешней стороны здания на окнах квартиры Малышев установил стальные решётки, а в самой квартире установил на окнах жалюзи, состоящие из горизонтальных пластин толстого листового металла, которые Малышев собственноручно соорудил. Ряд предметов мебели, в том числе телевизор, Малышев также поместил в стальные клетки с замком для предотвращения их кражи. Его сожительница Инна Боровик страдала низкой самооценкой. Будучи неплохим психологом, Михаил Малышев начал манипулировать девушкой. Он запретил Инне Боровик выходить из дома без его сопровождения, а в качестве меры устрашения подвергал её унижениям и угрозам убийством. С целью устрашения во время одного из избиений Николая Малышев на глазах у девушки отрезал ножом ему ухо, тем самым окончательно подавив её волю к сопротивлению.
Большую часть своего свободного времени Малышев проводил на улице в обществе лиц, ведущих маргинальный образ жизни, которых он часто приглашал в свою квартиру для совместного употребления спиртных напитков, где также угощал их пирожками и пельменями, сделанными из собачьего мяса. Вследствие алкогольной зависимости у Малышева стали проявляться признаки деградации личности. У него появилась склонность к собирательству, которая впоследствии переросла в патологию, вследствие чего Малышев в течение нескольких лет превратил свою квартиру в притон, где заполонил комнаты гранитными плитами, бочками с горохом, плитами ДСП, станками для занятий физическими упражнениями, слоем различного мусора высотой в несколько сантиметров и останками убитых животных. В кухне Малышев прикрепил к стенам крюки для подвешивания туш, а также оборудовал её ножами и разделочными досками.

### Убийства
Первой жертвой Михаила Малышева стала студентка одного из Пермских ПТУ — 16-летняя Наталья Суворова. В конце 1997 года Малышев выпустил Инну Боровик из квартиры на улицу с целью найти девушку для сексуальных утех. После знакомства с Суворовой на одной из улиц города Боровик уговорила девушку пойти в квартиру Малышева для совместного употребления спиртных напитков, на что Суворова ответила согласием. Согласно свидетельствам Инны Боровик, после того как Суворова впала в состояние алкогольного опьянения, Малышев вместе с несколькими друзьями, находившимися на тот момент в квартире, совершили на Суворову нападение, в ходе которого он и его приятели, один из которых якобы был сотрудником милиции, в течение нескольких часов неоднократно подвергали девушку сексуальному насилию.
Согласно другой версии, которую озвучила бывший старший следователь городской прокуратуры, подполковник юстиции в отставке Гульнара Абибулаева, посторонних людей во время совершения убийства Суворовой в квартире не было, а изнасилование Натальи Суворовой совершил Малышев при содействии Инны и Николая. После того, как Малышев перестал подвергать девушку издевательствам и сексуальному насилию, Наталья Суворова стала требовать от него возможности покинуть квартиру, угрожая ему милицией, после чего Малышев убил её несколькими ударами топора по голове. Тело жертвы Малышев расчленил совместно с Инной и Николаем, сделав из её плоти фарш, который впоследствии использовал для приготовлений пельменей и котлет. Во время расчленения тела Суворовой у Боровик произошёл нервный срыв, после чего Михаил Малышев избил её и Николая, начал угрожать им убийством в случае отказа в помощи избавления от трупа и в целях устрашения откусил Инне Боровик кончик носа, который сразу же съел в её присутствии. Кисти рук Суворовой, её ступни и голову преступник сложил в мешок и утопил в водах реки Кама. Останки убитой девушки были в скором времени обнаружены. Малышев не попал в число подозреваемых. В совершении убийства Натальи Суворовой подозревался другой житель Перми, который, находясь под давлением следствия, оговорил себя и признался в совершении убийства девушки.
Второе убийство Малышев совершил в середине 1998 года. Жертвой стал рабочий по имени Антон, с которым Малышев был ранее знаком. В день убийства он предложил парню провести вечер в его квартире с целью употребления алкогольных напитков. Поздно вечером Инна Боровик стала выгонять гостя из квартиры, вследствие чего между ним, Боровик и Малышевым произошла ссора, во время которой Михаил убил молодого человека несколькими ударами топора по голове, после чего также расчленил. Из-за небрежности и падения дисциплинированности Михаил Малышев не стал прилагать усилия по избавлению от улик и доказательств совершения убийства. Он выбросил останки убитого за гаражным массивом неподалёку от собственного дома, которые вскоре были найдены.

### Арест, следствие и суд
После того как личность убитого была идентифицирована, милиция допросила брата погибшего парня, который заявил, что незадолго до исчезновения Антон планировал провести некоторое время со своим знакомым — 32-летним Михаилом Малышевым. В ходе расследования Малышев вследствие своей репутации живодёра попал в число подозреваемых. Через несколько недель после совершения второго убийства к нему в квартиру заявились сотрудники правоохранительных органов. Во время обыска в квартире Малышева были обнаружены пакеты, содержащие человеческие останки, а также более 600 килограммов заготовленного мяса неизвестного происхождения, после чего он был арестован, и ему были предъявлены обвинения.
После ареста Михаила Малышева его сожители дали против него признательные показания. В ходе допроса Малышев в течение первых суток после ареста настаивал на своей непричастности к убийствам, но вскоре под давлением улик и вещественных доказательств Малышев сознался в совершении двух убийств, заявив, что совершил их в состоянии гнева из-за проблем с повышенной импульсивностью.
Сотрудники ППС Кировского РОВД, принимавшие участие в его аресте и допросах, впоследствии заявляли:
Мы наливали ему стакан водки, и он орал, какое вкусное женское мясо...
Свою тягу к собачьему мясу он пояснил поверьями, приписывающими ему лечебные свойства и повышенное содержания белка, который был ему необходим для наращивания мышечной массы. Свой позыв к каннибализму он объяснил потребностью самореализации и к познанию, так как не имел представления о том, каким вкусом и какими свойствами обладает человеческое мясо. Во время дальнейших допросов Малышев изменил свою линию поведения. Он отказался от сотрудничества со следствием и проявлял девиантное поведение, в частности угрожал физической расправой в случае освобождения следователю Гульнаре Абибулаевой. По словам Абибулаевой, во время одного из допроса он заявил ей:
Мне бы сейчас молоточек, я бы раздробил вам все пальцы.
Сообщников Малышева после ареста также привлекли к уголовной ответственности. Инне Боровик было предъявлено обвинение по статье 30 УК РФ «Приготовление к преступлению и покушение на преступление», но она в конечном итоге была осуждена условно. Во время следствия девушка заявила, что очень сильно боялась Малышева, который говорил ей:
Со мной будешь ходить, и всё, а то в холодильнике окажешься.
Из-за постоянного нахождения в состоянии стресса у девушки произошёл гормональный сбой, вследствие чего у неё на протяжении шести месяцев не было месячных. Судебно-психиатрическая экспертиза признала Михаила Малышева вменяемым, несмотря на то, что у него были выявлены отклонения в психике. В ходе следствия Малышев согласился пройти проверку на полиграфе. Результаты тестирования были признаны неоднозначными. Во время обыска в квартире Малышева среди груды мусора были обнаружены несколько комплектов одежды, не принадлежавшие ему. По версии следствия, одежда принадлежала другим жертвам Малышева. Во время тестирования он не смог ответить правильно на ряд вопросов и подозревался в совершении ещё шести убийств, но не выразил желания дать признательные показания в этом. По ходатайству прокуратуры была проведена судебно-криминалистическая экспертиза 600 килограммов мяса, найденного в квартире Малышева после его ареста. В ходе экспертизы из разных пакетов с мясом были взяты образцы для экспертизы, результаты которой установили, что мясо являлось собачьим. Впоследствии сотрудники правоохранительных органов заявили о невозможности проверить видовую принадлежность всех 600 килограмм мяса из-за отсутствия материальных средств.
В конечном итоге доказательств совершения Малышевым других убийств найдено не было. Так как результаты тестирования на полиграфе на тот момент не могли быть применены в качестве доказательства вины для возбуждения новых уголовных дел, Михаилу Малышеву были предъявлены обвинения в совершении двух убийств. Судебный процесс проходил в Пермском краевом суде в закрытом режиме, вследствие чего подробности процесса неизвестны, а материалы уголовного дела никогда не разглашались общественности и не были представлены для ознакомления СМИ. В 2000 году Малышев был признан виновным по всем пунктам обвинения, после чего суд назначил ему уголовное наказание в виде 25 лет лишения свободы. Так как время содержания Малышева  под стражей с момента ареста и до вынесения приговора засчитывалось в срок лишения свободы из расчёта один день за полтора дня отбывания наказания в исправительной колонии общего режима, дата его освобождения была назначена на октябрь 2022 года.

### Заключение и освобождение
После осуждения Малышев был этапирован для отбытия уголовного наказания в исправительную колонию строгого режима ИК №10, расположенную в городе Чусовом. В исправительной колонии Малышев находился в 200-местном отряде и работал на престижной должности раздатчика пищи, вследствие чего имел неограниченный доступ к продуктам и в течение первых четырёх лет тюремного заключения быстро растолстел. Обладая крупным телосложением, Малышев принимал участие в соревнованиях по боксу на территории тюрьмы, но не достиг выдающихся результатов на этом поприще. Несмотря на это, за весь период отбывания уголовного наказания Малышев не пользовался авторитетом у других осуждённых, но не подвергался с их стороны  психологическому воздействию и агрессии. В колонии Малышев вёл уединённый образ жизни, вследствие чего заработал репутацию изгоя, имеющего проблемы с коммуникабельностью. В 2005 году его посетили журналисты, которым он заявил, что раскаивается в содеянном и занимается физическим и духовным саморазвитием.
Также Малышев не пользовался популярностью со стороны тюремной администрации, которая постоянно подвергала его дисциплинарным взысканиям за неопрятность и хранение испорченных продуктов, вследствие чего психическое здоровье Малышева резко ухудшилось, он приобрёл ряд неврологических заболеваний и стал заикаться. За весь срок тюремного заключения он поддерживал отношения только лишь с несколькими осуждёнными и с матерью. Проведя в заключении более 10 лет, Малышев стал демонстрировать в своём характере сентиментальные черты и стал часто плакать в качестве реакции на внешние раздражители. С 2016 года Малышев стал получать пенсию, так как имел право на досрочный выход на пенсию вследствие работы во вредных условиях труда. Имея работу и получая пенсию, Михаил Малышев заработал в тюрьме репутацию одного из самых материально обеспеченных осуждённых. В тот период он стал испытывать проблемы со здоровьем. Из-за проблем с лишним весом у него были диагностированы группа сердечно-сосудистых заболеваний и заболевания опорно-двигательного аппарата, из-за  чего  он стал хромать.
В начале 2022 года ряд его знакомых утверждали, что Малышев по причине социальной деградации и невозможности социально адаптироваться на свободе не испытывал желания покидать исправительную колонию и планировал дать признательные показания в совершении других убийств с целью возбуждения новых уголовных дел и получения нового уголовного наказания, но впоследствии это не подтвердилось. Отбыв 23 года лишения свободы, Михаил Малышев освободился в октябре 2022 года и вернулся в Закамск в ту самую квартиру, расположенную на улице Маршала Рыбалко, где он жил и совершал убийства. Возвращение Малышева вызвало небывалый общественный резонанс, благодаря чему он получил вторую волну известности, и к событиям его дальнейшей жизни было приковано большое внимание СМИ. После возвращения в Пермь Михаил Малышев отказал журналистам в общении и избегал публичности. Его освобождение вызвало моральную панику среди определённых категорий жителей района, вследствие чего распространилась информация о том, что жители многоэтажного дома, где располагалась квартира Малышева, начали сбор подписей за его выселение, так как недалеко от дома находилась школа и детский сад, однако в ноябре 2022 года эта информация не подтвердилась. Представители правоохранительных органов заявили, что законных оснований для выселения Малышева не имеется, так как квартира принадлежит ему, а он отбыл своё уголовное наказание полностью и обязан  регулярно ходить отмечаться в отделение полиции. На воле Малышев устроился работать сторожем в собачий приют. По его словам, помимо этого ему оказывают помощь друзья детства. С 84-летней матерью близких отношений не поддерживает.
В июле 2024 года новостной портал «NEWS.ru» взял у 58-летнего Малышева интервью. В ходе беседы с журналистами он заявил, что никогда не занимался каннибализмом и лишь расчленял и уродовал трупы жертв, в частности варил головы и кисти рук на плите, что послужило поводом для СМИ «раздуть» из него людоеда. Также он отрицал вину в удерживании Инны и Николая в квартире, а причиной преступлений назвал изменения личности из-за алкоголизма. Говорил, что последние несколько лет перед арестом выпивал до пяти бутылок водки в день, испытывал приступы белой горячки и в момент убийств находился в тяжелом психоэмоциональном состоянии.

## В массовой культуре
- Документальный фильм «Людоеды» из цикла «Чистосердечное признание» (2005)